# Movimiento obrero

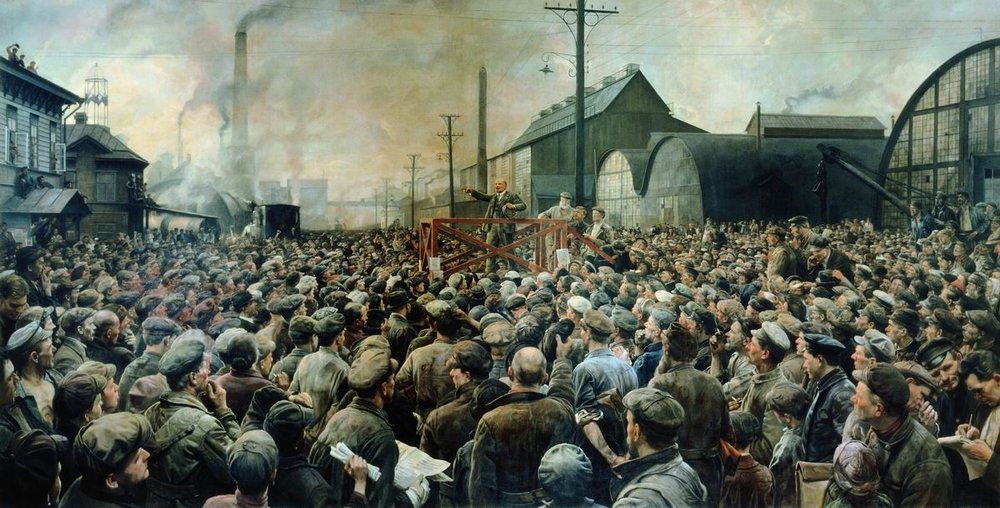
Lenin dando un discurso en la fábrica Putílov en mayo de 1919. Cuadro de Isaak Brodski, Museo de historia de Moscú.

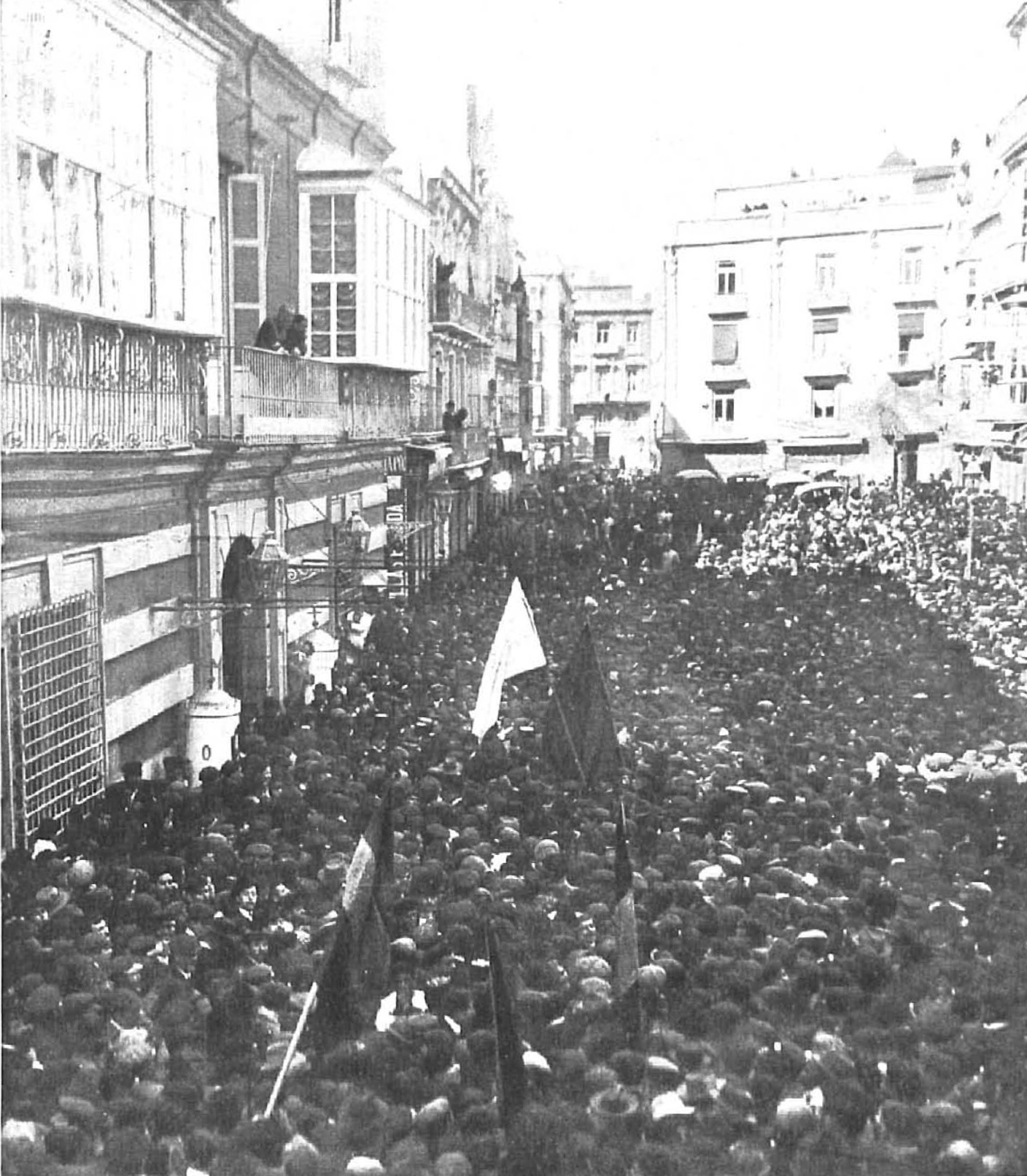
Manifestación de los obreros de los Astilleros de Cartagena en (1907)

El movimiento obrero, también conocido como obrerismo, es un movimiento político en el que los trabajadores asalariados se asocian, temporal o permanentemente, con fines profesionales o políticos, pero siempre en función de su naturaleza obrera, es decir, de su condición de «persona que vende su fuerza de trabajo a otra, llamada capitalista, que posee los medios de producción y que es también dueña de los bienes producidos».

## Orígenes del movimiento obrero en la Revolución Industrial
Los tejedores británicos, antiguos artesanos, se organizaron en cofradías o hermandades que tomaban el modelo de los gremios medievales. Estas cofradías agrupaban a los trabajadores que se asociaban para ayudarse mutuamente, como los mártires de Tolpuddle. Aunque este movimiento no cuestionaba la industrialización, sino que reclamaba mejoras en las condiciones laborales, las primeras manifestaciones del movimiento obrero se plasmaron en el ludismo: la destrucción de máquinas, a las cuales se las responsabilizaba de la pérdida de la capacidad adquisitiva del pequeño artesano. 
La primera forma organizativa del movimiento obrero recibe el nombre de societarismo, ya que se basó en la formación de sociedades obreras de dos tipos: las sociedades de ayuda mutua y las sociedades de resistencia, así llamadas porque su finalidad era "resistir" al capitalismo.
La reacción del gobierno británico fue prohibir cualquier tipo de asociación obrera (Combination Acts). Parte de la historia del movimiento obrero ha estado marcada por la persecución y la clandestinidad.
En los primeros decenios de la industrialización se produjo una degradación de las condiciones de vida de los trabajadores:
- Aumento de la jornada laboral.
- Pérdida salarial.
- Generalización del trabajo infantil y femenino.
- Negación ante la ayuda económica para enfermedades, paro forzoso o vejez.

Por todo esto se crearon los sindicatos en los que se reunía la gente trabajadora de un mismo oficio para defender sus reivindicaciones mediante huelgas. Constituían sociedades de ayuda mutua, las cuales disponían de cajas comunes con capital proveniente de las cuotas de los asociados.
En 1834 se formó la Great Trade Union (unión de sindicatos de oficios) en las que las cuotas de afiliación para posibles nuevos socios eran demasiado elevadas.
El sindicalismo británico optó, en sus orígenes, por las reivindicaciones económicas, sin adherirse a ideales políticos revolucionarios.
Durante las décadas de 1830 y 1840 se fundaron asociaciones obreras en los países del continente europeo, entre los que se encontraban Alemania, Francia, España y Bélgica.
Este movimiento obrero se manifestó en la mayoría de países industrializados mediante otras organizaciones, ej: cooperativas.
En los años 1838 y 1848, el movimiento obrero británico pasó a la acción política utilizando el cartismo (consistió en un movimiento en Inglaterra que trató de presionar al parlamento mediante la recogida de firmas en apoyo a determinadas cartas donde se reivindicaban ciertos derechos. En una de ellas, concretamente en el año 1838, se definía un programa democrático basado en el sufragio universal masculino). El cartismo organizó huelgas, pero el movimiento fracasó a causa de la represión, de las divisiones internas y la derrota de la revolución de 1848 en Europa.
Más tarde entre 1850 y 1880, se produce el surgimiento de los modernos Estados nacionales e industrializados como Italia, Alemania y Francia. Dentro de esta época se producen las más importantes características de segunda mitad del siglo XIX en cuanto al movimiento obrero: en primer lugar surge el socialismo científico de Marx y Engels, dando así el fundamento teórico necesario en momentos donde surgen los Parlamentos modernos en los distintos países capitalistas de Europa. En relación con esto, las doctrinas socialistas empezaron a crear partidos de clase, (de carácter exclusivamente obrero) con el nombre de Partido socialdemócrata (con personalidades como Kautsky en Alemania en 1890 o Lenin en Rusia en 1900).
En esta época los obreros se reunieron en organizaciones burguesas-republicanas o marxistas revolucionarias con el fin de conseguir en primera instancia el sufragio universal masculino, dejando la lucha de masas relegada en segunda instancia. Sin embargo, la unión obrera a nivel nacional por medio de las luchas políticas debía encauzarse dentro de un plano internacional: he ahí el nacimiento de la Asociación Internacional de los Trabajadores (AIT) la primera internacional.

## Primera Internacional
La Asociación Internacional de los Trabajadores (AIT) o Primera Internacional, fue la primera gran organización que trató de unir a los trabajadores de los diferentes países.
Fundada en Londres en 1864, agrupó inicialmente a los sindicalistas británicos, anarquistas y socialistas franceses e italianos republicanos. Sus fines eran la organización política del proletariado en Europa y el resto del mundo, así como un foro para examinar problemas en común y proponer líneas de acción. Colaboraron en ella Karl Marx y Friedrich Engels. Las grandes tensiones existentes entre Marx y Mijaíl Bakunin generada en la Comuna de París de 1871 llevaron a la escisión entre marxistas y anarquistas en torno a la cuestión de la toma del poder.
En 1872 el Consejo General de la AIT se traslada desde Londres (donde está ubicado desde sus inicios) a Nueva York, como producto de la reacción contrarrevolucionaria de Europa al ser derrotada la Comuna de París. Las principales acciones de esta fueron la toma del poder en París por los trabajadores, que todo diputado cobre lo mismo que un obrero, separación de la iglesia del Estado, abolición del ejército sustituido por milicias urbanas, etc. 
Finalmente la AIT se disuelve oficialmente en 1876.

## Segunda Internacional
En 1889 (en conmemoración a los 100 años de la Revolución Francesa) se establece la Segunda Internacional, de corte socialdemócrata, como la sucesora en sus fines políticos, y que durará hasta 1916. 
Al ser fundada y a raíz de las diferencias entre Karl Marx y Mijaíl Bakunin, entre otros factores, tuvo lugar la división de la mayor parte del movimiento obrero en marxistas y anarquistas y la consiguiente expulsión de la II Internacional de los segundos por parte de los primeros. Por lo que se forma la Internacional de Saint-Imier Internacional anarquista. 
Con el imperialismo y la llegada de la Gran Guerra, el fervor patriótico inundó a las clases populares y solo pocos desde dentro de la Internacional, como el socialista Jean Jaurès, alzaron la voz para oponerse al conflicto. Por otra parte, el triunfo de la revolución rusa inauguró una nueva manera de entender la llegada al poder, la leninista. Con la llegada del comunismo a Rusia se producirá, por tanto, la secesión comunista que funda en 1918 la Tercera Internacional (también llamada Internacional Comunista o Comintern) dirigida por Lenin luego de la revolución rusa con el fin de dirigir a los partidos comunistas de todo el mundo.
Más tarde sin embargo, la burocratización del estado obrero ruso y de la Comintern a partir de la dirección de Stalin en el poder entre 1924 y 1953 llevaron a la necesidad de fundar una nueva Internacional que dirija a los partidos revolucionarios. Nace la cuarta internacional comunista fundada por León Trotski (1879 - 1940).

## Tercera Internacional
Creada por Lenin (1920) continuada la línea de Marx, la Tercera Internacional reunió los partidos comunistas de todo el mundo con el propósito de consolidar los vínculos entre los trabajadores de los diversos países.

## Cuarta Internacional
La Cuarta Internacional es una organización internacional de partidos comunistas seguidores de las ideas de León Trotski, quien fue además su principal dirigente. Fue establecida en un congreso de delegados en Perigny (París) el 3 de septiembre de 1938, donde fue aprobado el Programa de Transición.

## Métodos de lucha
- Ludismo
- Cartismo
- Diálogo social
- Negociación colectiva
- Resistencia civil
- Desobediencia civil
- Sociedades de correspondencia
- Sindicalismo
- Manifestaciones
- Huelgas laborales
- Revolución

## ElDía Internacional de los trabajadores
Se conmemora el día internacional de la clase trabajadora en memoria de los trabajadores anarquistas asesinados tras la revuelta de Haymarket, Chicago, tras luchar en reivindicación de la jornada laboral de 8 horas diarias, pues fue el 1 de mayo de 1886 cuando empezó la Huelga General en Estados Unidos por dicha reivindicación. El 1 de mayo, sindicatos y partidos obreros de todo el mundo celebran mítines y manifestaciones.

## Concierto o paz social
Hoy en día, las democracias tratan de mantener el diálogo social entre los sindicatos más representativos y las organizaciones empresariales. Hay críticos que denuncian que de esta forma intentan orientar la economía en beneficio de los empresarios evitando movilizaciones o huelgas, a costa de la contención salarial, la ampliación de la jornada laboral o el recorte de los derechos de los trabajadores.